# Jougne
Jougne là một xã trong vùng hành chính Franche-Comté, thuộc tỉnh Doubs, quận Pontarlier, tổng Mouthe. Tọa độ địa lý của xã là 46° 45' vĩ độ bắc, 06° 23' kinh độ đông. Jougne nằm trên độ cao trung bình là 1000 mét trên mực nước biển, có điểm thấp nhất là 809 mét và điểm cao nhất là 1463 mét. Xã có diện tích 29,03 km², dân số vào thời điểm 2005 là 1328 người; mật độ dân số là 46 người/km².

## Thông tin nhân khẩu
| 1962 | 1968 | 1975 | 1982 | 1990  | 1999  | 2005  |
| ---- | ---- | ---- | ---- | ----- | ----- | ----- |
| 744  | 815  | 858  | 866  | 1.162 | 1.198 | 1.328 |